# Alexander Dalrymple
 Alexander Dalrymple  (New Hailes, Midlothian, Escòcia, 14 de juliol de 1737 — Londres, 19 de juny de 1808) fou un geògraf i botànic escocès.

## Biografia
Germà del jurisconsult escocès David Dalrymple, s'incorporà de jove a la Companyia Britànica de les Índies Orientals. Va realitzar diversos viatges d'exploració a l'arxipèlag indonesi i altres destinacions, documentant cartes nàutiques de les costes. La Companyia el va nomenar hidrògraf. Les seves observacions van contribuir a l'èxit del primer viatge de James Cook al voltant del món.
Va publicar el 1767 i el 1768 sengles llibres sobre les seves observacions a l'oceà Pacífic. El 1769, va publicar un pla per estendre el comerç de Gran Bretanya en aquesta regió. També compilà i traduí relats de viatges de navegants espanyols el 1770, compilació que es traduirà en versió abreujada al francès el 1774.
Va estar embarcat en la recerca d'un continent meridional i es va sentir amargament decebut quan van seleccionar a Cook i no a ell com a comandant de l'expedició que eventualment trobaria Austràlia, el 1770.
Durant la seva vida va produir milers de cartes nàutiques detallant per primera vegada un nombre notable dels mars i dels oceans existents, que van contribuir perceptiblement a la seguretat de la navegació.
Quan Dalrymple va publicar la seva col·lecció Històrica dels diversos viatges i descobriments en l'oceà Pacífic del sud, entre 1770 i 1771, va despertar un gran interès la seva hipòtesi de l'existència d'un continent desconegut. Això va portar a Cook a emprendre un altre viatge cap al Pacífic sud.